# A-hus

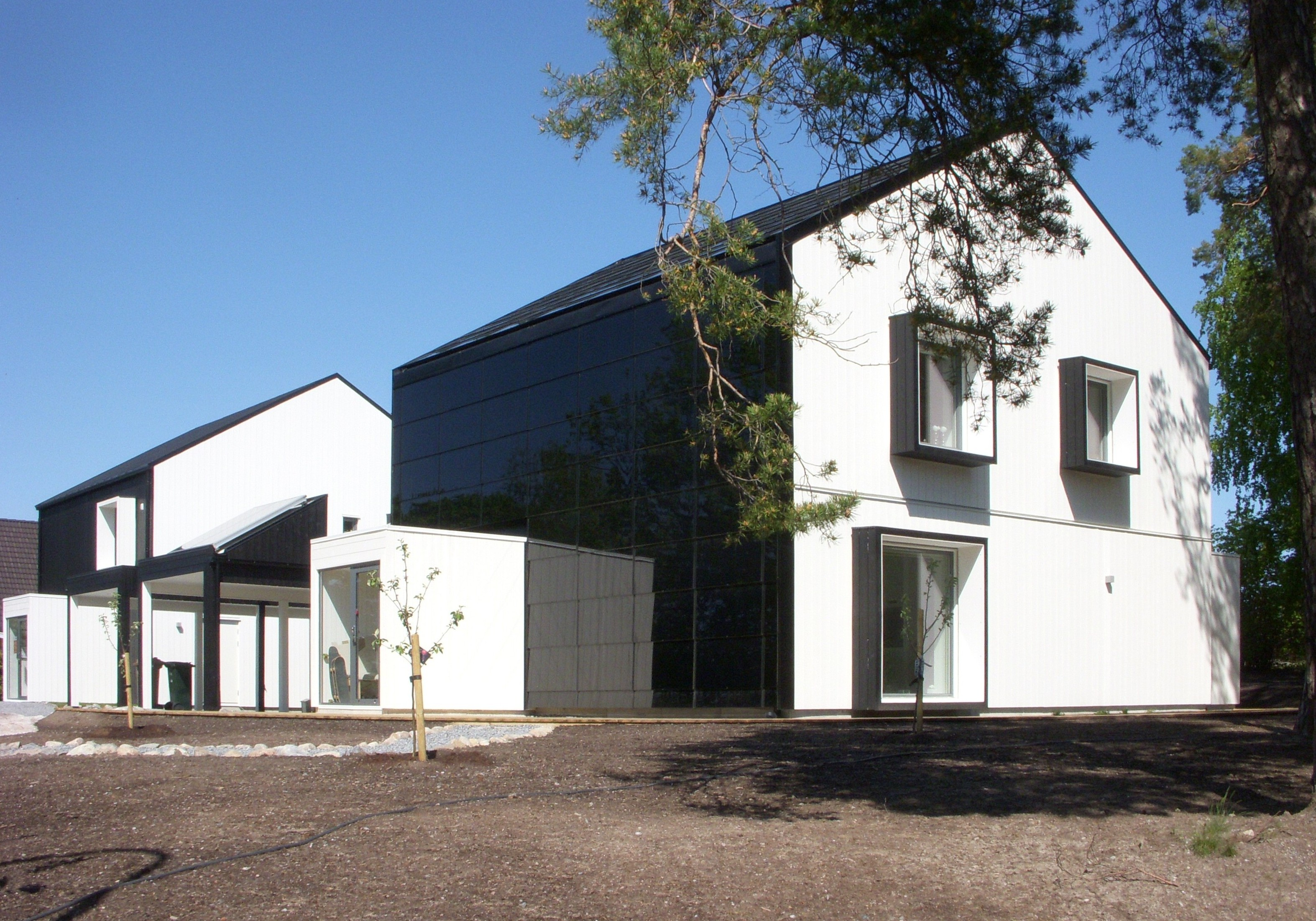
Experimenthuset One Tonne Life i maj 2011.

A-hus är en tillverkare av prefabricerade trähus i Anneberg utanför Kungsbacka. 
Trähustillverkningen började 1947 i Anneberg, utanför Kungsbacka. A-hus har tillhört Deromegruppen sedan 1981. För närvarande (2011) bygger och säljer A-hus cirka 350 hus om året. På anläggningen i Anneberg sysselsätts cirka 120 medarbetare. A-hus har fått viss uppmärksamhet genom sitt engagemang som byggherre för lågenergihuset One Tonne Life i Hässelby villastad utanför Stockholm. One Tonne Life, som är ritat av Wingårdh arkitektkontor är en av fem finalister för Årets Stockholmsbyggnad 2011.